# Submission fighting

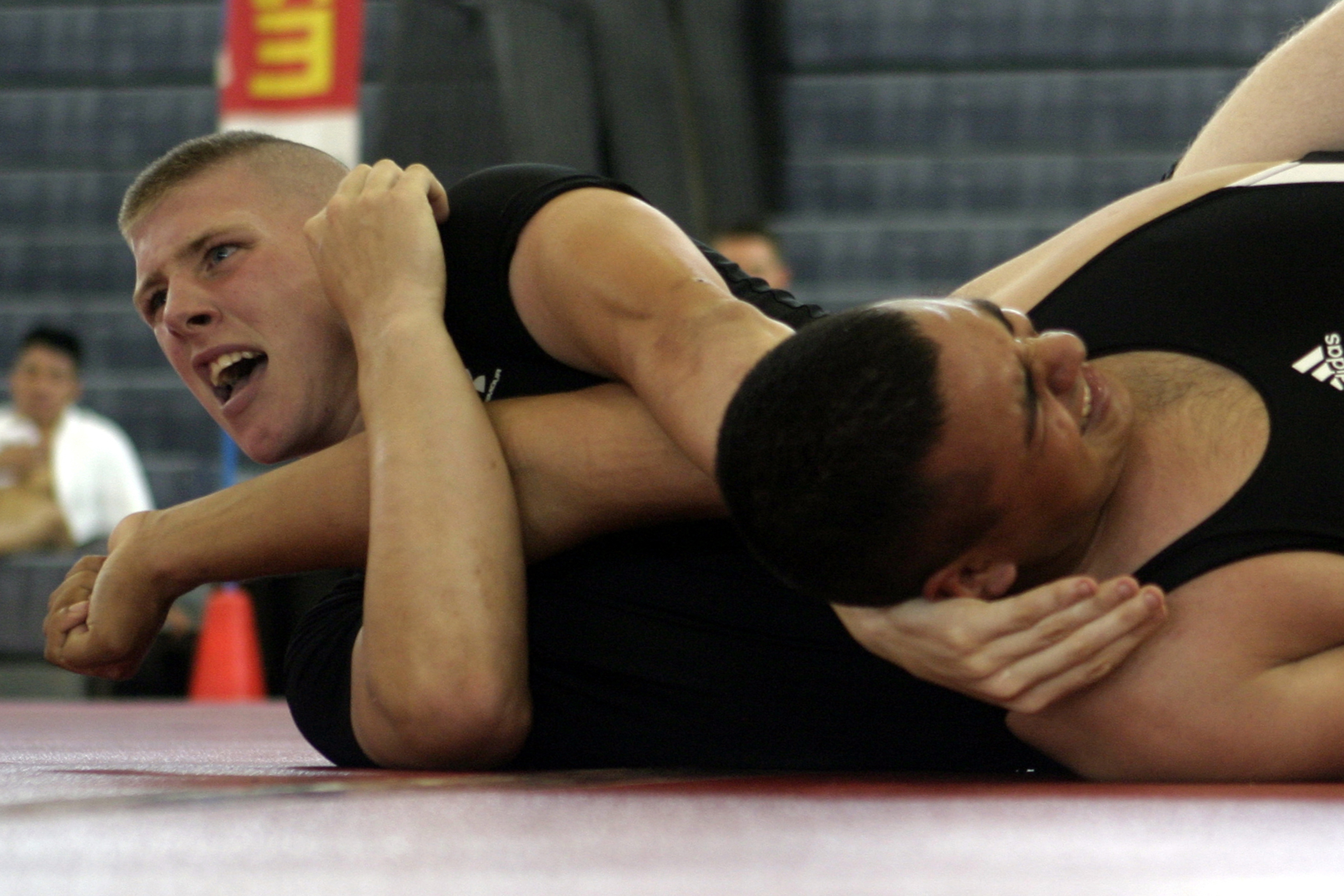
Walka w formule submission fighting

Submission fighting (także submission wrestling lub submission grappling) – powstała w latach 90. XX wieku formuła walki zapaśniczej z "wykończeniami" (ang. submission), tj. technikami kończącymi, takimi jak dźwignie i duszenia (zob. też grappling).
Walka toczy się jedynie przy użyciu chwytów, zabronione są uderzenia. W przeciwieństwie do tradycyjnych zapasów dozwolone jest korzystanie z dźwigni (na stopę, kolano, nadgarstek, łokieć i bark) oraz duszeń (poza uciskiem na krtań i tchawicę). Zawodnicy nie są zobligowani do noszenia uniformu (judogi, gi, itp.). Walka toczy się na zapaśniczej macie. Zwycięstwo odnosi się przez poddanie się rywala, decyzję sędziego o przerwaniu walki lub po upływie regulaminowego czasu, na punkty. Punkty otrzymuje się za wykonanie określonych akcji technicznych – rzutów, obaleń, trzymań, przejść w parterze. 
Formuła ta została stworzona, aby umożliwić zawodnikom różnych stylów opartych na chwytach rywalizację na prostych i jednoznacznych zasadach. Startują w niej przede wszystkim zawodnicy brazylijskiego jiu-jitsu (bardzo zbliżone zasadami walki), a także luta livre, judo, zapasów i sambo. Trening submission fightingu często stanowi też składnik przygotowań zawodników mieszanych sztuk walki (MMA) oraz uczestników walk vale tudo.
Twórcą tej formuły, a zarazem największą organizacją submission fightingu na świecie jest Abu Dhabi Combat Club. Od 1998 roku organizuje ona prestiżowe mistrzostwa świata (od 2005 roku co dwa lata), a także sprawuje patronat nad wieloma mniejszymi, regionalnymi turniejami. ADCC zawarła umowę z FILA (Międzynarodową Federacją Związków Zapaśniczych) o współpracy, której finalnym efektem ma być zaliczenie w przyszłości submission fightingu w poczet dyscyplin olimpijskich.